# Big Flats (Nowy Jork)
Big Flats – miasto w Stanach Zjednoczonych, w stanie Nowy Jork, w hrabstwie Chemung.